# Iulops
Iulops là một chi bướm đêm thuộc họ Geometridae.